# Adidas Grand Prix 2012
Adidas Grand Prix 2012 byl lehkoatletický mítink, který se konal 9. června 2012 v americkém městě New Yorku. Byl součástí série mítinků Diamantová liga.

## Výsledky

### Muži
| Disciplína     | 1. místo                     | 2. místo                  | 3. místo                        |
| 200 m          | Churandy Martina 19,94       | Nickel Ashmeade 19,94     | Warren Weir 20,08               |
| 400 m          | Luguelín Santos 45,24        | Jeremy Wariner 45,30      | Christopher Brown 45,35         |
| 800 m          | David Lekuta Rudisha 1:41,74 | Alfred Kirwa Yego 1:44,49 | Andrew Osagie 1:44,61           |
| 110 m překážek | Jason Richardson 13,18       | Jeff Porter 13,26         | Orlando Ortega 13,35            |
| Skok do výšky  | Jesse Williams 236 cm        | Robert Grabarz 236 cm     | Trevor Barry Jamie Nieto 231 cm |
| Skok daleký    | Mitchell Watt 816 cm         | Fabrice Lapierre 814 cm   | George Kitchens 788 cm          |
| Hod diskem     | Zoltán Kővágó 66,36 m        | Frank Casañas 65,21 m     | Vikas Gowda 64,86 m             |

### Ženy
| Disciplína     | 1. místo                            | 2. místo                          | 3. místo                      |
| 100 m          | Shelly-Ann Fraserová-Pryceová 10,92 | Tianna Bartolettaová 10,97        | Carmelita Jeterová 11,05      |
| 800 m          | Fantu Magiso 1:57,48                | Molly Beckwith 1:59,18            | Marilyn Okorová 1:59,37       |
| 5 000 m        | Tiruneš Dibabaová 14:50,80          | Meseret Defarová 14:57,02         | Gelete Burkaová 15:02,74      |
| 400 m překážek | T'erea Brown 54,85                  | Kaliese Spencerová 54,91          | Queen Harrison 55,32          |
| Skok o tyči    | Fabiana Murerová 477 cm             | Yarisley Silvaová 470 cm          | Nikoléta Kiriakopoúlou 460 cm |
| Trojskok       | Olga Rypakovová 14,71 m             | Kimberly Williams 14,45 m         | Dailenys Alcántara 14,24 m    |
| Vrh koulí      | Valerie Adamsová 20,60 m            | Jillian Camarena-Williams 19,62 m | Michelle Carterová 19,32 m    |
| Hod oštěpem    | Sunette Viljoenová 69,35 m          | Barbora Špotáková 68,73 m         | Kara Patterson 60,33 m        |